# Муслиманске милиције
Муслиманска милиција је назив за више независних наоружаних локалних група у муслиманским селима под усташко-окупаторском влашћу на подручју Босне и Херцеговине и Санџака, током Другог светског рата.
Формирање муслиманских милиција почело је крајем 1941. и почетком 1942. године и имале су за циљ одбрану муслиманских села од четничких и партизанских јединица. С обзиром да муслиманска милиција није постојала као јединствена војна формација, већ је деловала на локалном нивоу, њен политички састав, као и дејство су били различити од области до области.
Неке муслиманске милиције су активно учествовале, са усташама, у погромима и покољима српског становништва, неке су склапале договоре о ненападању са четницима и партизанима, док су поједине сарађивале са партизанима. Састав муслиманске милиције био је различит и кретао се од усташки опредељених појединаца до људи који су потајно сарађивали са Народноослободилачким покретом (НОП). Највећи део припадника муслиманских милиција био је политички неопредељен и служење у милицији је схватао као нужност у циљу заштите својих села.

## Историјат
Муслиманске милиције биле су формиране на свим подручјима у Југославији, у којима су живели Муслимани. Како у Босни и Херцеговини, која се тада налазила у саставу усташке Независне Државе Хрватске (НДХ), тако и на подручју Санџака, који се налазио под италијанско-немачком окупацијом.

### Источна Босна
Прве самоорганизоване муслиманске наоружане групе јавиле су се у околини Фоче, у време великог четничког покоља муслимана на овом терену, крајем 1941. и почетком 1942. године. После партизанског заузимања овог терена, јануара 1942. године ситуација се стабилизовала, али су ове муслиманске групе биле разоружане. После повлачења партизана, у мају су овим тереном поново овладале усташко-италијанске снаге, које су се задржале до августа, када терен поново заузимају четници и врше поновне покоље.
Поновни четнички покољи муслимана изазвали су велико незадовољство муслиманских првака према усташкој власти и италијанском окупатору, који нису спречили ове злочине. Сарајевски муслимани су 28. августа 1942. године сазвали конференцију на којој се расправљало о овом проблему. Тада је био основан одбор „Народни спас” на чијем је челу био хафиз Мухамед Панџа, члан Улема-меџлиса, руководећег тела Исламске верске заједнице. Он је од тада веома активно радио на организовању муслиманских милиција. Увидевши да је ово организовање Муслимана усмерено против четничких, али и партизанских снага, а не против усташко-окупаторских власти, веома брзо су добили војну и новчану помоћ од усташа и Немаца.
После овога долази до формирања муслиманских милиција на простору Фоче, Горажда и Чајнича, која је према усташким подацима бројала око 1.500 људи. Један од организатора милиције на овом простору био је Хусеин-бег Ченгић. Пошто су фебруара 1943. године четници поново овладали овим тереном, они су веома брзо и лако савладали припаднике муслиманске милиције, која је потом била потпуно разбијена.
Муслиманске милиције на подручју Рогатице, Братунца, Сребренице и Власенице биле су уско повезане са усташком влашћу и њиховим војним формацијама. На подручју Рогатице муслиманску милицију је формирао и предводио Зулфо Думањић. Начелник Братунца Едхем Хаџиалић Ефендић је био и организатор муслиманске милиције на овом терену. Иако је био усташки сарадник, одбио је да његове јединице пређу у Усташку војницу, због чега је дошао у отворени сукоб са усташом Мијом Мијачевићем, који га је касније убио.
Организатор муслиманских милиција на подручју Сребренице организовао је Исмет Бегташевић. Он се до прве половине 1944. године, није опредељивао ни за једну од зараћених страна, али је потом почео да сарађује са Немцима у Зворнику. Тамо је радио на мобилизацији муслимана у Ханџар дивизију и на формирању усташке управе у Сребреници, Братунцу и Власеници. Септембра 1944. године предао се партизанима, који су га стрељали као сарадника окупатора.

### Херцеговина
У другој половини 1942. године од стране италијанског окупатора долази до идеје о стварању заједничке четничко-муслиманске антикомунистичке милиције на подручју Херцеговине. Оваква организације формирана је децембра 1942. године под називом „Муслиманска национална војна организација”, а њен вођа је био Исмет Поповац. Због многобројних четничких злочина над муслиманима, ова организација је била малобројна, а после смрти Исмета Поповца, августа 1943. године се тотално осула.
На херцеговачком подручју организатори муслиманских милиција били су Џемал Тановић из Фазлагића Куле, код Гацка и Салко Ћатић из Невесиња. Тановић је на свом подручју успео да окупи око 700 припадника милиције, који су се организационо налазили у саставу оружаних снага Независне Државе Хрватске. Њихов главни задатак је био да бране своја села од партизанских и четничких јединица. Половином октобра 1943. године партизанска Десета херцеговачка бригада је овладала овим тереном заузевши 11 заселака Фазлагића Куле, али у самој Кули и три засеока остале су опкољене снаге муслиманске милиције и усташа, јачине око 500 људи. Освојивши Гацко, партизани су им прекинули комуникацију ка Билећи и Невесињу. После више од месец дана опсаде, 20. новембра 1943. године припадници муслиманске милиције и усташе су се заједно са становништвом повукла у Невесиње. Недуго потом, муслиманска милиција и усташе су поново овладали овим тереном и повратили Фазлагића Кулу. Фебруара 1944. муслиманска милиција под командом Џемала Тановића бројала је око 450 милиционера. Септембра 1944. године 29. херцеговачка дивизија НОВЈ је поново заузела Фазлагића Кулу, а у борбама са њима 22. септембра је погинуо Тановић, након чега је дошло до распада муслиманске милиције на овом терену.
У околини Невесиња муслиманску милицију је формирао Салко Ћатић, бивши аустроугарски окружни наредник. Средиште ове милиције било је у селу Кљуна, код Невесиња, а дејствовала је на терену некадашње општине Крушевљани. Ћатић је често водио преговоре са Италијанима, који су га снабдевали храном и оружјем. У другој половини 1942. године, на овај терен вратиле су се домобранске јединице и тиме обновиле власт НДХ на овом терену, која је била уклоњена у току устаничких акција 1941. године. Тада је октобра 1942. године у Травнику дошло до стварања домобранске пуковније — коју су сачињавали домобрански добровољци из Херцеговине и припадници Ћатићеве муслиманске милиције. Ова јединица је потом била пребачена на терен Сиња и Имотског, а Ћатић се убрзо поново вратио на овај терен поново обновио муслиманску милицију. После рата, Ћатићу је суђено у Мостару, али је 1946. године био ослобођен јер је утврђено да је његова муслиманска милиција имала улогу обичне сеоске страже, чији је једини циљ био заштита муслиманских села и да њени припадници нису учествовали у злочинима.

### Цазинска крајина
Формирање муслиманске милиције у Цазинској крајини везано је за име Хусеина Хуске Миљковића, бившег партизана и команданта места у ослобођеној Великој Кладуши. Након повлачења партизана са овог терена, услед почетка Четврте непријатељске офанзиве, марта 1943. године, Хуска је побегао из партизана и придружио се домобранима. У договору са властима НДХ, од којих је добио чин пуковника домобранства, а уз помоћ муслиманског „Крајишког одбора”, на челу са Хасаном Миљковићем, почео је да ствара муслиманску милицију на овом терену.
Средином 1943. године основао је муслиманску милицију чији је штаб био у селу Пећиграду, код Цазина, где се налазила тврђава из османског доба. Његове јединице имале су око 3.000 људи сврстаних у 11 батаљона. С обзиром на Хускину популарност међу муслиманским становништвом Цазинске крајине, као и број људи који је окупио, све зараћене стране су покушавале да са њим одржавају односе. Усташе нису имале великог поверења у Хуску и његову војску, али нису желе да му се конфронтирају да не би прешао партизанима. Партизани су били љути на Хуску јер је дезертирао, али су и они одржавали контакте са њим јер су знали да без њега не могу остварити утицај на Муслимане овог подручја.
Крајем новембра 1943. године партизани предвођени Већеславом Хољевцом преговарали су са Хуском о његовом поновном преласку у партизане, али нису успели да постигну договор, због његових превеликих услова. Да би спречили евентуални Хускин прелазак на страну партизана, Немци су Хуски послали нешто наоружања и опреме, а усташе су послале сатника Мартина Грабовца да преговара са њим. Главни Хускин услов и партизанима и усташама био је да његова јединица остане јединствена. Споразум између Хуске и усташа је био постигнут, али не до краја испоштован. Ипак материјалне повластице у виду новца, наоружања и опреме, које је Хуска добио од усташа одвратиле су га од преласка партизанима.
Договор између усташа и Хуске, погоршао је односе између Хуске и партизана, који су извршили неуспели напад на Цазин. Када су усташе увиделе лоше односе између Хуске и партизана, због ранијег не поверења у њега, престали су га помагати, због чега се он поново окренуо партизанима и са њима средином јануара 1944. године постиже договор. Тада његове јединице муслиманске милиције приступају партизанима и ступају у Унску оперативну групу НОВЈ.
Усташе су овим чином биле веома револтиране и спремиле су заверу против Хуске, кога су убиле усташе Бајро Кесаровић и Емин Окановић, 27. априла 1944. године. Тада је био убијен и Хускин брат Шабан. Након Хускиног убиства, део његових јединица напушта партизане и прелази на страну усташа и Немаца. Командант Бужимског батаљона Хасан Диздаревић је са својим и људством Стијенским батаљоном, укупно око 500 људи, прешао усташама, претходно побивши неколико партизана.